# Дженнингс, Аса
 Аса Кент Дженнингс  (Asa Kent Jennings 1877—1933) — американский миссионер организации «Юношеская христианская ассоциация» (YMCA).
Более всего известен своим участием в спасении и эвакуации греческого населения во время Резни в Смирне в сентябре 1922 года.

## Молодость
Аса Кент Дженнингс родился в Upstate (северной части) штата Нью-Йорк в 1877 году.
В 1904 году, в возрасте 27 лет, Дженнингс был поражён болезнью Потта (Pott’s disease), разновидностью туберкулёза, которая влияет на позвоночник.
В результате болезни, он был не более 5 футов ростом и с заметным горбом.
Дженнингс стал методистом и первоначально был рукоположен в пасторы, но вскоре подал в отставку.
Он включился в деятельность организации «Юношеская христианская ассоциация» (YMCA) и служил в её миссиях за границей во многих странах.
В период 1919—1922 годов Смирна находилась под греческим административным и военным контролем и протестантские организации создали в городе местную организацию YMCA, которой руководил пастор Jacobs:2191.
По приглашению Якобса, Дженнингс с семьёй прибыл в Смирну в начале августа 1922 года и поселился в пригороде Смирны Парадисос, в котором находился Американский колледж:338.

## Резня в Смирне

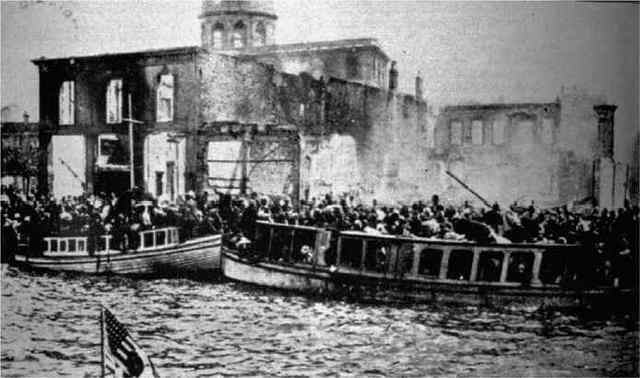
Резня и сожжение Смирны. Жители города пытаются добраться до союзных кораблей.

Удерживаемый греческой армией фронт был прорван в конце августа. Авангард турецкой армии вошёл в Смирну 28 августа/9 сентября 1922 года.
С уходом греческой армии из города и наплывом беженцев, Дженнингс организовал на месте «Американский комитет помощи». По его оценкам в порту скопилось до 350 тысяч беженцев.
Нарушая приказ американского капитана Хепберна (Hepburn), Дженнигс принял на своё имя дом богатого греческого коммерсанта на набережной Смирны, набил его продуктами для беженцев и водрузил над ним американский флаг.
13 сентября город был уже в огне и американским и британским гражданам было приказано покинуть его на союзных кораблях.
При попытке добраться на корабли, пастор Якобс был ограблен турецкими солдатами. Пастор пожаловался турецкому офицеру. На вопрос забрали ли у него всё, пастор ответил «к счастью нет» и был вновь ограблен, на этот раз офицером, который к тому же выстрелил в уходящего пастора, но промахнулся:123.
Во время пожара Дженнингс спас многих христиан и в последующие дни устроил в другом доме, на северном мысе города, в Пунта, станцию первой помощи для беременных, сирот и девушек.
Два здания вскоре заполнили тысячи беженцев. Дженнингс именовал их «мои концлагеря».
Капитан Э. Пауэлл (Edwall Powell) доложил американскому адмиралу Марку Бристолю (Mark Lambert Bristol, 1868—1939), известного своими протурецкими и антиармянскими, в дальнейшем и антигреческими, позициями, о «безответственных» действиях Дженнингса. Он попросил у Дженнингса снять американский флаг и потребовал удалить мужчин призывного возраста, странным образом аргументируя это тем, что «так женщины будут вне опасности».
Пауэлл в те дни возглавлял американские силы в Смирне, поскольку капитана Хепберн отсутствовал в Константинополе:339.

## Морская операция «адмирала» Дженнингса
Дженнингс решил встретиться с Мустафой Кемалем и добиться разрешения на эвакуацию беженцев. Встреча состоялась при посредничестве адмирала М. Бристоля, который кроме своих протурецких позиций, имел дружественные отношения с Кемалем. Кемаль выставил свои условия:
- у Дженнингса было только 7 дней на эвакуацию беженцев
- задействованные для эвакуации суда не должны были нести греческие флаги
- суда не могут швартоваться в порту, поскольку турки желали иметь контроль над эвакуацией
- ни одному мужчине в возрасте 17-45 лет не разрешалось покинуть Смирну во избежание их дальнейшего вступления в греческую армию.

В некоторых греческих источниках эти условия завершились фразой «если эвакуация не будет окончена в течение 7 дней», то «резня будут продолжена до последнего ребёнка». Дженнингсу не оставалось ничего лучшего, как принять все эти условия. С помощью Пауэлла и на американском паровом катере «Edsali», Дженнингс добрался до стоявшего на рейде французского судна «Pierre Loti». Однако французский капитан отказался принять беженцев. Сразу затем Дженнингс поднялся на итальянское судно «Константинополь». Итальянский капитан согласился принять 2000 беженцев, но за взятку (6 тыс. турецких лир, согласно Хортону:339). Продолжая торговаться, итальянец заявил, что греческие власти могут не разрешить беженцам высадиться. После чего Дженнингс заявил, что он будет сопровождать беженцев до Митилини и берёт на себя ответственность за их высадку.
Дженнингс без проблем высадил беженцев в Митилини, после чего встретился с генералом А. Франгу, чья «Железная дивизия» с боями пробилась к побережью и переправилась на Лесбос. Но Франгу отказался предоставить стоявшие в порту суда, поскольку они предназначались для переброски дивизии в Афины в рамках антимонархистского восстания, чего Дженнингс не мог знать. (По другим источникам Франгу согласился предоставить 6 пароходов, при условии предоставления американских письменных гарантий безопасности судов и их возвращения, после чего Дженнингс совершил на каике трёхчасовой переход в Смирну и вернулся с гарантиями).
Утром 10/23 сентября, выходя от генерала, расстроенный Дженнингс увидел, что в порт входил линкор «Килкис». Капитан Теофанидис принял Дженнингса и дал ему возможность обменяться зашифрованными посланиями с греческим кабинетом министров. Дженнингс настаивал на срочном принятии решения, но министры опасались, что посланные торговые суда будут конфискованы турками и смогут быть использованы для высадки на греческие острова. Однако к вечеру того же дня греческое правительство ответило положительно. Капитан И. Теофилакос призвал на борт своего линкора капитанов всех стоявших в порту торговых судов. Некоторые из капитанов попытались отказаться от участия в операции, ссылаясь на технические проблемы. Но после того как капитан Теофилакос заявил, что отдаст их под трибунал, их участие было обеспечено. На рассвете следующего дня 26 пароходов, возглавляемых Дженнингсом на головном судне, направились спасать остававшихся в живых жителей Смирны и беженцев. По прибытии судов турки разделяли жителей на тех, кому разрешалось подняться на борт, и тех, кому была предписана другая судьба. По истечении срока операции в Смирне, в рамках которой было эвакуировано до 350,000 беженцев, Дженнингсу было разрешено организовать аналогичные операции на всём побережье от Чёрного моря до Сирии. Новое революционное греческое правительство довело число торговых судов, возглавляемых Дженнингсом, до 55. Беженцы стали именовать Дженнингса «адмиралом». К декабрю 1922 года было эвакуировано до 500 тысяч беженцев.

## Признание
За свой вклад в спасение тысяч жителей Смирны и других малоазийских беженцев Дженнингс был награждён греческими орденами. При этом следует отметить, что Дженнингс был награждён как высшей гражданской наградой Греции, Крестом Ордена Спасителя, так и высшей военной наградой, «Орденом за военные заслуги», что само по себе является редким, если не единственным случаем в истории современного греческого государства.

## В организациях без имени Христа
После подписания в 1923 году Лозаннского договора и навязанного Греции обмена населением, по рекомендации адмирала Бристоля, Дженнингс был включён в международный комитет контроля за обменом населением:339. С этого момента Дженнингс стал вести себя более «дипломатично», перестал упоминать зверства турок и следовал линии адмирала Бристоля и новой геополитической линии Государственного департамента США:339. По рекомендации Бристоля Дженнингс вернулся в Смирну. Этот момент в издании «American Diplomacy» освещается следующим образом: «Он не мог пребывать одновременно в обеих странах. Греция была современной страной с образованным населением и имела друзей в мире. Турция была разорена войной, имела необразованное население, социально была в условиях развития». Мустафа Кемаль, который ещё не стал Ататюрком, начав свои реформы, заинтересовался деятельностью «Юношеской христианской ассоциации» (YMCA) и предложил Дженнингсу создать в Турции сеть подобных организаций. Главным из условий, которые выставил Кемаль, было то, что организации не будут именоваться христианскими. В связи с этим Д. Хортон напоминает, что все попытки американских христианских миссионеров в прозелитизме мусульман в Турции были «выброшенными деньгами»:212. Прозелитизм мусульман запрещался законом. Прозелитизм верующих христианских конфессий имел ограниченный успех и практически прервался с началом геноцида армян, греков и ассирийцев и вынужденного бегства коренного христианского населения из страны. После вступления кемалистов в Смирну их комитет заявил миссионерам: «надеемся, что вы продолжите свой труд при условии, что вы прекратите религиозное учение». Д. Хортон писал, что было бы особенно печально, «если бы турки осознали, что некоторые миссионеры готовы отказаться от учения своей веры, чтобы сохранить свои здания и места работы»:191. Дженнингс принял условия Кемаля для развития организации в Турции и обратился к руководству ассоциации о удалении эпитета «христианская» из названия организации в Турции. Руководство YMCA категорически отказалось принять предложения Дженнингса (Кемаля), после чего Дженнингс оставил YMCA и основал на деньги предпринимателя Артура Нэша (Arhur Nash 1876—1927) из Цинциннати сеть организаций «Американские друзья Турции» (American friends of Turkey):339.

## Дженнингс-младший
Аса Кент Дженнингс умер в 1933 году. После смерти Дженнингса его старший сын Asa W. Jennings встретился с Кемалем. Дженнингс-младший был помощником своего отца с первых его дней в Смирне и в течение многих лет принимал участие в его встречах с Кемалем. Дженнингс-младший информировал Кемаля, что деятельность «Американских друзей Турции» будет прекращена по причине нехватки средств в период Великой депрессии. Дженнингс-младший только что окончил юридический факультет Нью-Йоркского университета и был немедленно назначен адвокатом Турции в лоббировании её интересов в США. В результате лоббирования Дженнингса-младшего в 1940 году Турция сумела получить несколько грузов американского оружия, «чтобы защитить себя от немецкого вторжения». Законодательство США на тот момент препятствовало вовлечению страны в европейскую войну каким-либо образом. Несмотря на это препятствие и за год до выхода закона о ленд-лизе, Дженнингс-младший сумел обеспечить передачу военных материалов туркам. И это при том, что у этого «уклончивого нейтрального», по выражению американского историка Франка Вебера, были прекрасные, на грани союзных, отношения с нацистской Германией, от которой Турция также получала оружие.

## Память
В 1945 году киностудия MGM Studios выпустила короткометражный фильм о жизни Аса Кента Дженнингса. Сотни улиц в городах Греции названы именами американских дипломатов Г. Моргенто и Д. Хортона. Имя Асы Дженнингса, чей вклад в спасение малоазийских беженцев был не меньшим, нежели вклад его земляков- дипломатов, было игнорировано в топонимике греческих городов, вероятно, по причине его протурецкой и несколько спорной по отношению к христианству политики в последние годы жизни. Лишь в последние годы организации потомков погибших и беженцев Малоазийской катастрофы стали заявлять, что следует воздать должное этому незаслуженно забытому американскому миссионеру.